# Новая Михайловка (Татарстан)
 Новая Михайловка  — село в Альметьевском районе Татарстана. Входит в состав Сулеевского сельского поселения.

## География
Находится в юго-восточной части Татарстана на расстоянии приблизительно 19 км на северо-восток от районного центра города Альметьевск.

## История
Основана в конце XVIII века как деревня. Упоминалась она также как Русская Шарлама, Нижняя Михайловка, принадлежала дворянам Пасмуровым. В 1890 году построена церковь Знамения Пресвятой Богородицы.

## Население
Постоянных жителей было: в 1800—114, в 1834—578, в 1859—684, в 1870—810, в 1884—1026, в 1897—1063, в 1905—991, в 1913—947, в 1920—1225, в 1926—1000, в 1938—898, в 1949—677, в 1958—719, в 1970—497, в 1979—299, в 1989—143, в 2002—261 (русские 60 %, татары 34 %), 343 в 2010.